# Пух (група)
Рок група Пух (на италиански: Pooh, произнася се „Пу“) е италианска рок група.

## История
Една от най-известните италиански рок групи на всички времена, е основана през 1966 година в италианския град Болоня. Основатели на групата са Боб Гилот (клавишни), Рикардо Фоли (вокал и бас), Валерио Негрини (вокал и барабани) и Марио Горети (ритъм китара). Камило Фернандо („Роби“) Факинети застава на мястото на Боб Гилот през лятото на 1966 година, а Донато („Доди“) Баталия замества Марио Горети през 1968. Група Пух е една от малкото формации от „западния свят“ посещавала България през социалистическия период. През първите години името на групата е Jaguars (Ягуарите). Стефано Д`Арацио става член на групата през 1971, замествайки Валерио Негрини на барабаните и остава до 2009. През 2015 заедно с Рикардо Фоли се връщат в Пух.

## Дискография
- Per quelli come noi (1966)
- Contrasto (1968)
- Memorie (1969)
- Opera prima (1971)
- Alessandra (1972)
- Parsifal (1973)
- I Pooh 1971 – 1974 (1974)
- Un po' del nostro tempo migliore (1975)
- Forse ancora poesia (1975)
- Poohlover (1976)
- Rotolando respirando (1977)
- I Pooh 1975 – 1978 (1978)
- Boomerang (1978)
- Viva (1979)
- Hurricane (1980)
- ...Stop (1980)
- I Pooh 1978 – 1981 (1981)
- Buona fortuna (1981)
- Palasport (1982)
- Tropico del nord (1983)
- Aloha (1984)
- I Pooh 1981 – 1984 (1984)
- Anthology (1985)
- Asia non Asia (1985)
- Giorni infiniti (1986)
- Goodbye (1987)
- Il colore dei pensieri (1987)
- Oasi (1988)
- Un altro pensiero (1989)
- Uomini soli (1990)
- La nostra storia (1990)
- Il cielo è blu sopra le nuvole (1992)
- Musicadentro (1994)
- Buonanotte ai suonatori (1995)
- Poohbook (1995)
- Amici per sempre (1996)
- The Best of Pooh (1997)
- Un minuto prima dell'alba (1998)
- Un posto felice (1999)
- Cento di queste vite (2000)
- Best of the Best (2001)
- Pinocchio (2002)
- Pinocchio – Il grande Musical (2003)
- Ascolta (2004)
- La grande festa (2005)
- Noi con voi (2006)
- Noi con voi – Versione integrale (2007)
- Beat Regeneration (2008)
- Per quelli come noi (Remastered) (2008)
- Ancora una notte insieme (2009) (ITA # 2 – Platinum)
- Dove comincia il sole (2010)
- Dove comincia il sole live (2011)
- Opera seconda (2012)